# Marc Garneau
Marc Joseph Jean-Pierre Garneau (23. února 1949 Québec – 4. června 2025 Montréal) byl kanadský inženýr, astronaut a politik Liberální strany. Jako 153. člověk ve vesmíru absolvoval tři kosmické lety na palubě amerických raketoplánů Space Shuttle – roku 1984 se stal prvním Kanaďanem ve vesmíru při letu STS-41-G, kosmický let si zopakoval roku 1996 a 2000 (mise STS-77 a STS-97). Po odchodu z oddílu kosmonautů stál v letech 2001–2005 v čele Kanadské kosmické agentury. Poté se dal na politickou dráhu v řadách Liberální strany. Roku 2006 neúspěšně kandidoval do kanadského parlamentu, později byl několikrát zvolen a byl také ministrem dopravy a ministrem zahraničních věcí.

## Život

### Mládí, voják
Marc Garneau po střední škole absolvoval bakalářské studium na Royal Military College v Kingstonu, které dokončil roku 1970. Ve studiu pokračoval na Imperial College of Science and Technology v Londýně, zde roku 1973 obhájil doktorát. Následující rok vstoupil do Kanadského královského námořnictva. V letech 1974–1976 byl důstojníkem pro zbraňové systémy na torpédoborci Algonquin, poté sloužil ve školních a technických útvarech kanadského námořnictva, naposled se zabýval vývojem vybavení pro námořní komunikaci a elektronickou válku.

### Kosmonaut
Roku 1983 se přihlásil do prvního kanadského náboru astronautů, prošel všemi koly výběru a od 5. prosince 1983 patřil mezi úspěšnou šestici. Oddíl astronautů byl začleněn pod Národní výzkumnou radu (NRC, National Research Council), od roku 1989 funguje v rámci Kanadské kosmické agentury (CSA, Canadian Space Agency). Od února 1984 se připravoval v Johnsonově vesmírném středisku v Houstonu na roli specialisty pro užitečné zatížení v misi STS-41-G.
K letu STS-41-G odstartoval na palubě raketoplánu Challenger 5. října 1984. ve funkci specialisty pro užitečné zatížení. Let byl věnován především dálkovému průzkumu Země a vypuštění družice ERBS. Challenger přistál 13. října, let trval 8 dní, 5 hodin a 24 minut.
Mezi lety pracoval v různých funkcích v Johnsonově středisku NASA v Houstonu, roku 1989 formálně odešel z kanadského námořnictva. V letech 1992–1993 společně s astronauty 14. náboru NASA absolvoval výcvik letového specialisty raketoplánů.
Podruhé se na oběžnou dráhu Země dostal roku 1996 při letu STS-77. Raketoplán Endeavour k němu vzlétl 19. května 1996, přistál 29. května po 10 dnech a 39 minutách. Během letu astronauti vypustili družici Spartan 207-IAE a věnovali se různým experimentům v laboratoři Spacehab.
V srpnu 1998 byl potřetí zařazen do posádky raketoplánu, tentokrát na misi STS-97 Endeavouru. Cílem letu bylo dovezení 17 tun konstrukcí na Mezinárodní vesmírnou stanici (ISS), a sice dílu P6 hlavního nosníku stanice, panelů solárních článků a radiátorů chladicího systému S4/S6. Na montážní práce potřebovali astronauti tři výstupy do vesmíru. Mise proběhla ve dnech 30. listopadu – 11. prosince 2000.

### Manažer, politik
Nedlouho po třetím letu, v únoru 2001, Garneau odešel z oddílu kosmonautů, současně byl jmenován výkonným místopředsedou Kanadské kosmické agentury (CSA). V listopadu 2001 postoupil na místo jejího předsedy. V letech 2003–2008 současně zastával post kancléře Carletonské univerzity (Carleton University).
V čele CSA stál do listopadu 2005, kdy odešel, aby se mohl věnovat volební kampani. V kanadských volbách do federálního parlamentu v lednu 2006 totiž kandidoval za Liberální stranu v obvodu Vaudreuil-Soulanges. Roku 2006 neuspěl, nicméně při následujících volbách v říjnu 2008 v obvodu Westmount—Ville-Marie zvítězil s vysokým náskokem a v květnu 2011 dosáhl těsného znovuzvolení. Od roku 2008 je pomocníkem vůdce Liberální strany pro Québec, po volbách 2011 stanul v čele poslanců Liberální strany v dolní komoře parlamentu. Po volbách v roce 2015 se stal Ministrem dopravy ve vládě Justina Thrudeau, v roce 2021 se na několik měsíců stal ministrem zahraničních věcí. Poslancem zůstal do své rezignace a odchodu do důchodu v roce 2023.
Zemřel po krátké nemoci 4. června 2025 ve věku 76 let.